# Nemestrinus pubescens
Nemestrinus pubescens är en tvåvingeart som beskrevs av Robert W. Lichtwardt 1919. Nemestrinus pubescens ingår i släktet Nemestrinus och familjen Nemestrinidae. Inga underarter finns listade i Catalogue of Life.